# Herzogenbusch koncentrationslejr
 Denne artikel omhandler Kamp Vught. Opslagsordet har også en anden betydning, se Vught.
Herzogenbusch (Vught) var en koncentrationslejr beliggende tæt på den hollandske by 's-Hertogenbosch.
Under 2. verdenskrig var Herzogenbusch en af få koncentrationslejre i Vesteuropa udenfor Tyskland.
Lejren fungerede fra januar 1943 til september 1944. Under denne periode var der ca. 31.000 indsatte bestående af jøder, politiske fanger, romaer, Jehovas Vidner, homoseksuelle, hjemløse, sortbørshandlere, kriminelle og gidsler.
749 børn, kvinder og mænd mistede livet på grund af sult, sygdom og pinsler. 329 af dem blev henrettet på en plads uden for lejren.
Lejren blev befriet af allierede styrker fra Canada i september 1944.

## Lejrkommandanter
- Karl Chmielewski – lejrens første kommandant, idømt livsvarigt fængsel i 1961.
- Adam Gruenwald – dræbt på østfronten i 1945.
- Hans Huettig – gav ordre til henrettelse af 329 personer.

## Galleri
- Asput naast het crematorium
- Mobilt krematorium
- Krematorium
- Operationsbord
- Baderum
- Madsal
- Køjesenge i barakkerne
- Vagttårn